# Hudolin
Hudolin je priimek v Sloveniji, ki ga je po podatkih Statističnega urada Republike Slovenije na dan 1. januarja 2010 uporabljalo 124 oseb.

## Znani slovenski nosilci priimka
- Gašper Hudolin, knjižničar
- Jernej Hudolin, arhitekt, restavator (vodja Restavratorskega centra)
- Jurij Hudolin (*1973), pesnik, pisatelj in prevajalec

## Znani tuji nosilci priimka
- Vladimir Hudolin (1922—1996), hrvaški psihiater in psihoterapevt, vzornik Janeza Ruglja